# Puchar Świata w narciarstwie alpejskim mężczyzn 2015/2016
Puchar Świata w narciarstwie alpejskim mężczyzn 2015/2016 był 50. edycją tej imprezy. Cykl rozpoczął się tradycyjnie 25 października 2015 roku w austriackim kurorcie narciarskim w Sölden, a zakończył się 20 marca 2016 roku w szwajcarskim Sankt Moritz. Sezon ten jest sezonem tzw. martwym bowiem nie odbywają się w nim żadne imprezy mistrzowskie. W zamian za to odbyła się próba przedolimpijska na nowych stokach w koreańskim Jeongseon.
Kryształową kulę po raz piąty z rzędu wygrał Austriak Marcel Hirscher. W tym sezonie, triumfował także w klasyfikacji giganta.

## Zwycięzcy

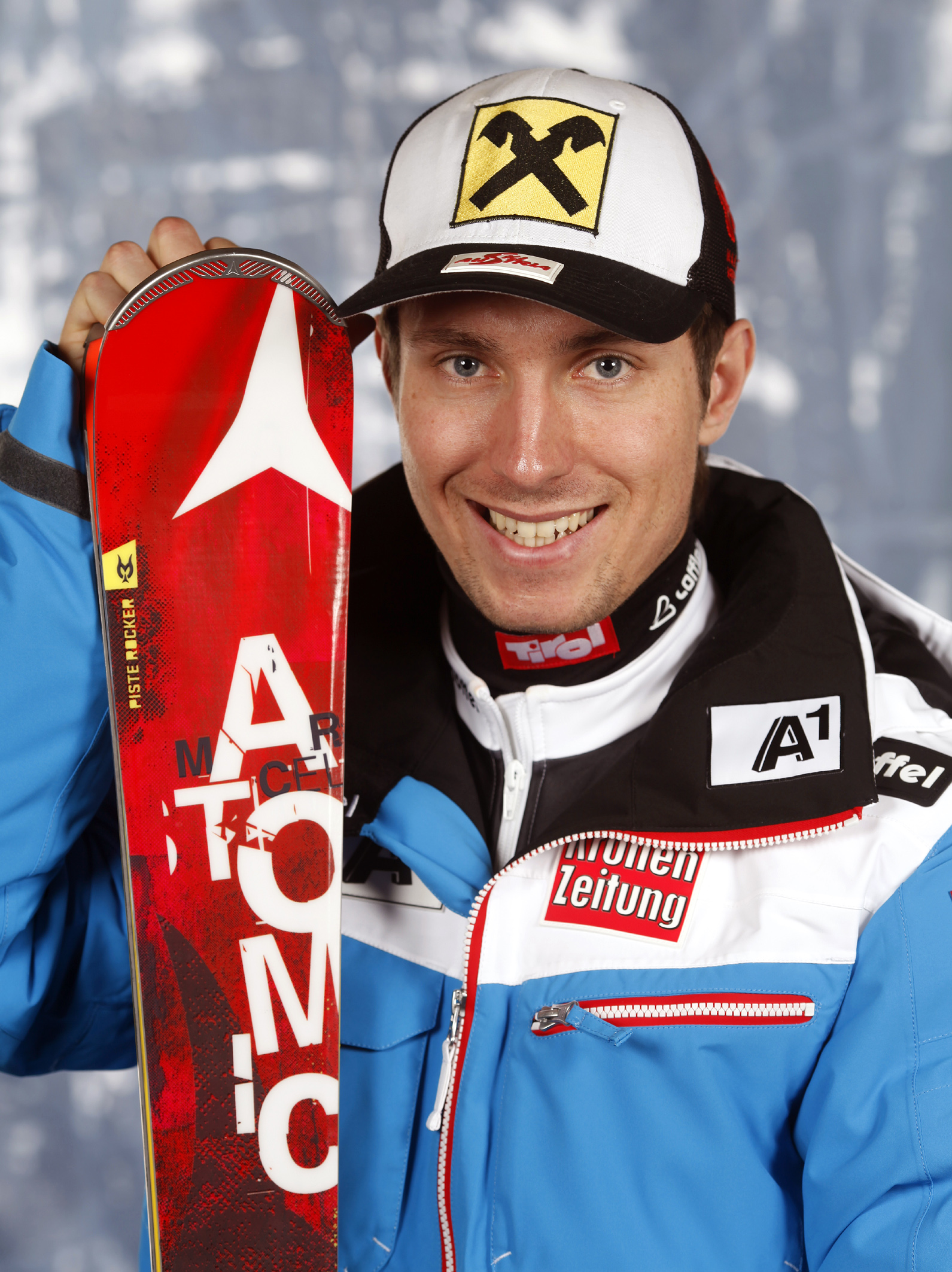
Marcel Hirscher, zwycięzca klasyfikacji generalnej Pucharu Świata i klasyfikacji giganta
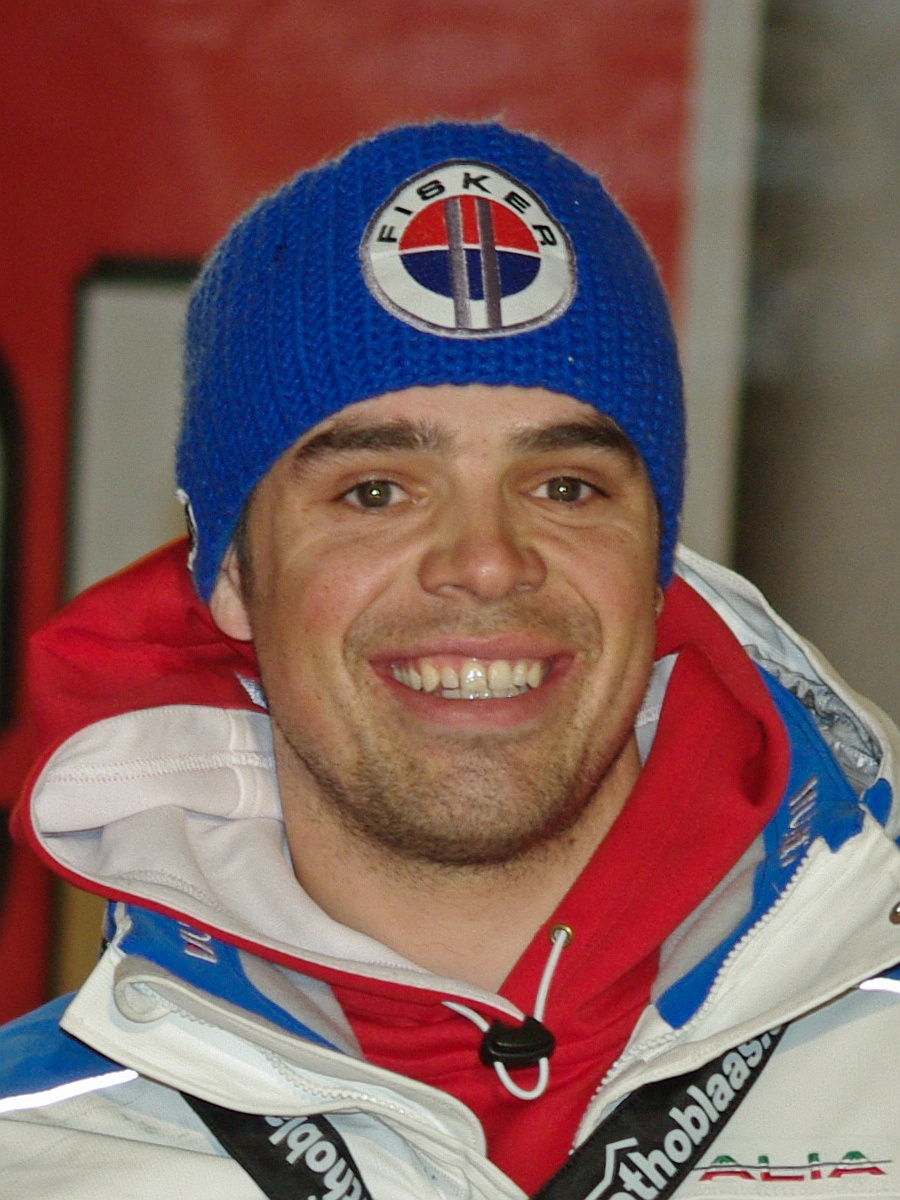
Peter Fill, zwycięzca klasyfikacji zjazdu
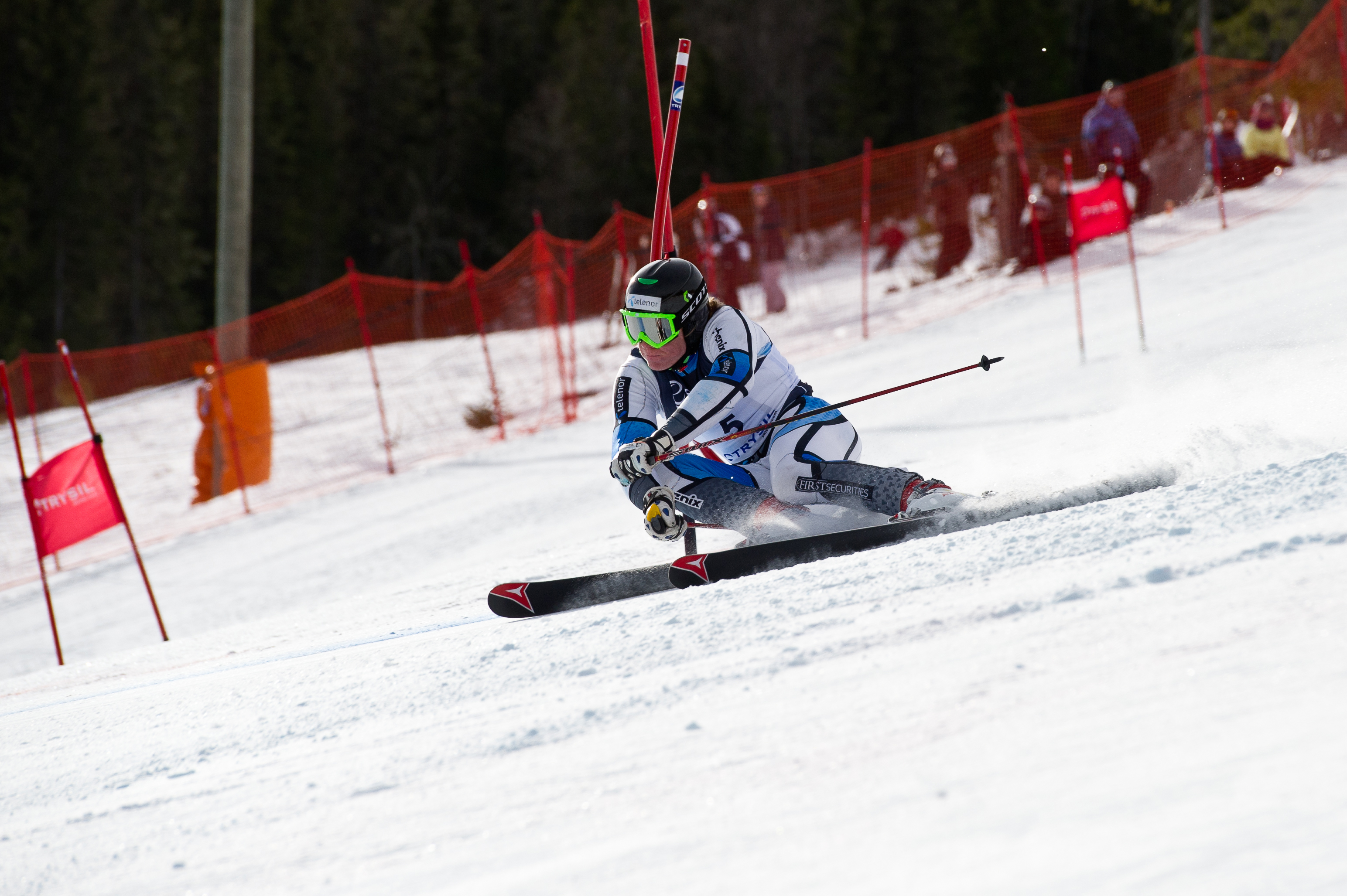
Aleksander Aamodt Kilde, zwycięzca klasyfikacji supergiganta
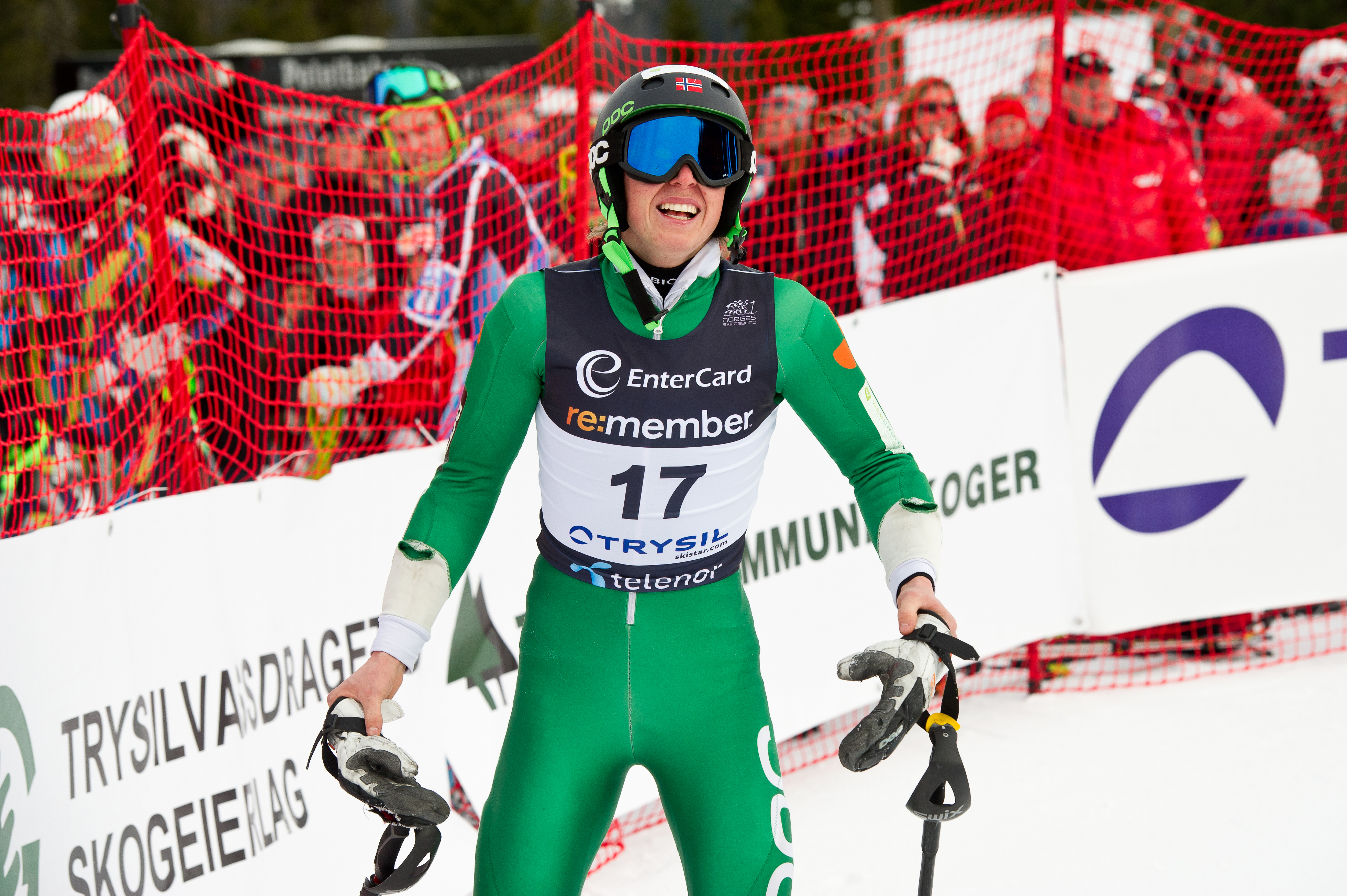
Henrik Kristoffersen, zwycięzca klasyfikacji slalomu
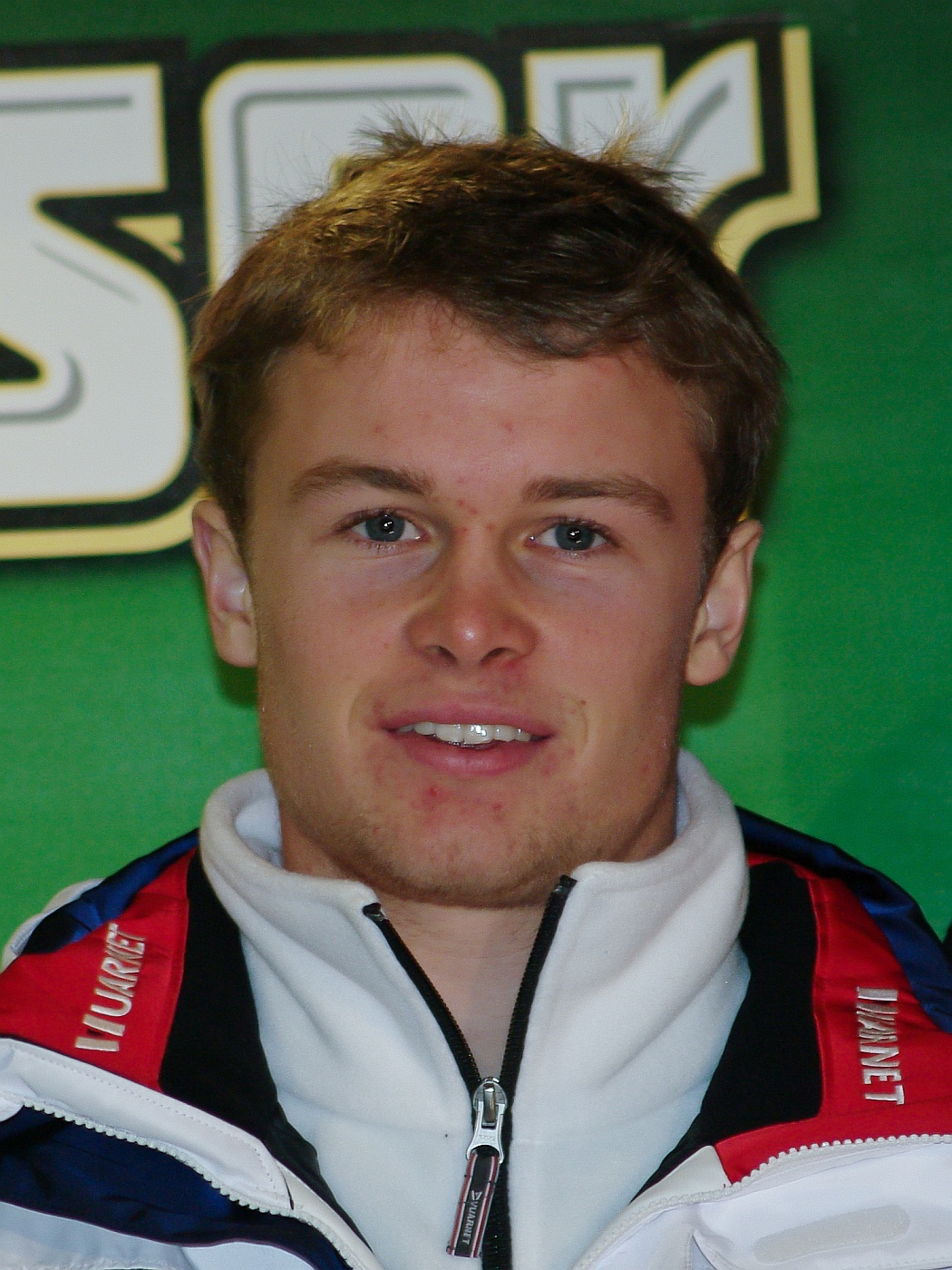
Alexis Pinturault, zwycięzca klasyfikacji superkombinacji
Reprezentanci Austrii, zwycięzcy klasyfikacji drużynowej

## Podium zawodów

### Indywidualnie
| Lp. | Data                 | Miejscowość                        | Trasa                        | Konkurencja       | 1. Miejsce              | 2. Miejsce              | 3. Miejsce               |
| --- | -------------------- | ---------------------------------- | ---------------------------- | ----------------- | ----------------------- | ----------------------- | ------------------------ |
| 1.  | 25 października 2015 | Sölden                             | Rettenbach                   | Gigant            | Ted Ligety              | Thomas Fanara           | Marcel Hirscher          |
| 2.  | 15 listopada 2015    | Levi                               |                              | Slalom            | Zawody odwołane         | Zawody odwołane         | Zawody odwołane          |
| 3.  | 28 listopada 2015    | Lake Louise                        | Men’s Olympic / East Summit  | Zjazd             | Aksel Lund Svindal      | Peter Fill              | Travis Ganong            |
| 4.  | 29 listopada 2015    | Lake Louise                        | Men’s Olympic / East Summit  | Supergigant       | Aksel Lund Svindal      | Matthias Mayer          | Peter Fill               |
| 5.  | 4 grudnia 2015       | Beaver Creek                       | Birds of Prey / Golden Eagle | Zjazd             | Aksel Lund Svindal      | Kjetil Jansrud          | Guillermo Fayed          |
| 6.  | 5 grudnia 2015       | Beaver Creek                       | Birds of Prey / Golden Eagle | Supergigant       | Marcel Hirscher         | Ted Ligety              | Andrew Weibrecht         |
| 7.  | 6 grudnia 2015       | Beaver Creek                       | Birds of Prey / Golden Eagle | Gigant            | Marcel Hirscher         | Victor Muffat-Jeandet   | Henrik Kristoffersen     |
| 8.  | 12 grudnia 2015      | Val d’Isère                        | Stade Olympique de Bellevard | Gigant            | Marcel Hirscher         | Felix Neureuther        | Victor Muffat-Jeandet    |
| 9.  | 13 grudnia 2015      | Val d’Isère                        | Stade Olympique de Bellevard | Slalom            | Henrik Kristoffersen    | Marcel Hirscher         | Felix Neureuther         |
| 10. | 18 grudnia 2015      | Val Gardena                        | Saslong                      | Supergigant       | Aksel Lund Svindal      | Kjetil Jansrud          | Aleksander Aamodt Kilde  |
| 11. | 19 grudnia 2015      | Val Gardena                        | Saslong                      | Zjazd             | Aksel Lund Svindal      | Guillermo Fayed         | Kjetil Jansrud           |
| 12. | 20 grudnia 2015      | Alta Badia                         | Gran Risa                    | Gigant            | Marcel Hirscher         | Henrik Kristoffersen    | Victor Muffat-Jeandet    |
| 13. | 21 grudnia 2015      | Alta Badia                         | Gran Risa                    | Gigant równoległy | Kjetil Jansrud          | Aksel Lund Svindal      | André Myhrer             |
| 14. | 22 grudnia 2015      | Madonna di Campiglio               | Canalone Miramonti           | Slalom            | Henrik Kristoffersen    | Marcel Hirscher         | Marco Schwarz            |
| 15. | 29 grudnia 2015      | Santa Caterina di Valfurva         | Deborah Compagnoni           | Zjazd             | Adrien Théaux           | Hannes Reichelt         | David Poisson            |
| 16. | 1 stycznia 2016      | Monachium                          |                              | Slalom równoległy | Zawody odwołane         | Zawody odwołane         | Zawody odwołane          |
| 17. | 6 stycznia 2016      | Zagrzeb Santa Caterina di Valfurva | Deborah Compagnoni           | Slalom            | Marcel Hirscher         | Henrik Kristoffersen    | Aleksandr Choroszyłow    |
| 18. | 9 stycznia 2016      | Adelboden                          |                              | Gigant            | Zawody odwołane         | Zawody odwołane         | Zawody odwołane          |
| 19. | 10 stycznia 2016     | Adelboden                          | Chuenisbaergli               | Slalom            | Henrik Kristoffersen    | Marcel Hirscher         | Aleksandr Choroszyłow    |
| 20. | 15 stycznia 2016     | Wengen                             | Lauberhorn / Silberhorn      | Superkombinacja   | Kjetil Jansrud          | Aksel Lund Svindal      | Adrien Théaux            |
| 21. | 16 stycznia 2016     | Wengen                             | Lauberhorn                   | Zjazd             | Aksel Lund Svindal      | Hannes Reichelt         | Klaus Kröll              |
| 22. | 17 stycznia 2016     | Wengen                             | Silberhorn                   | Slalom            | Henrik Kristoffersen    | Giuliano Razzoli        | Stefano Gross            |
| 23. | 22 stycznia 2016     | Kitzbühel                          | Streifalm                    | Supergigant       | Aksel Lund Svindal      | Andrew Weibrecht        | Hannes Reichelt          |
| 24. | 22 stycznia 2016     | Kitzbühel                          | Streifalm / Ganslern         | Superkombinacja   | Alexis Pinturault       | Victor Muffat-Jeandet   | Thomas Mermillod Blondin |
| 25. | 23 stycznia 2016     | Kitzbühel                          | Streif                       | Zjazd             | Peter Fill              | Beat Feuz               | Carlo Janka              |
| 26. | 24 stycznia 2016     | Kitzbühel                          | Ganslern                     | Slalom            | Henrik Kristoffersen    | Marcel Hirscher         | Fritz Dopfer             |
| 27. | 26 stycznia 2016     | Schladming                         | Planai                       | Slalom            | Henrik Kristoffersen    | Marcel Hirscher         | Aleksandr Choroszyłow    |
| 28. | 30 stycznia 2016     | Ga-Pa                              | Kandahar 2                   | Zjazd             | Aleksander Aamodt Kilde | Boštjan Kline           | Beat Feuz                |
| 29. | 31 stycznia 2016     | Ga-Pa                              |                              | Gigant            | Zawody odwołane         | Zawody odwołane         | Zawody odwołane          |
| 30. | 6 lutego 2016        | Jeongseon                          | Jeongseon Downhill           | Zjazd             | Kjetil Jansrud          | Dominik Paris           | Steven Nyman             |
| 31. | 7 lutego 2016        | Jeongseon                          | Jeongseon Downhill           | Supergigant       | Carlo Janka             | Christof Innerhofer     | Vincent Kriechmayr       |
| 32. | 13 lutego 2016       | Naeba                              | 2016 World Cup Course        | Gigant            | Alexis Pinturault       | Mathieu Faivre          | Massimiliano Blardone    |
| 33. | 14 lutego 2016       | Naeba                              | 2016 World Cup Course        | Slalom            | Felix Neureuther        | André Myhrer            | Marco Schwarz            |
| 34. | 19 lutego 2016       | Chamonix-Mont-Blanc                | La Verte des Houches         | Superkombinacja   | Alexis Pinturault       | Dominik Paris           | Thomas Mermillod Blondin |
| 35. | 20 lutego 2016       | Chamonix-Mont-Blanc                | La Verte des Houches         | Zjazd             | Dominik Paris           | Steven Nyman            | Beat Feuz                |
| 36. | 23 lutego 2016       | Sztokholm                          | –                            | Slalom równoległy | Marcel Hirscher         | André Myhrer            | Stefano Gross            |
| 37. | 26 lutego 2016       | Hinterstoder                       | Hannes Trinkl                | Gigant            | Alexis Pinturault       | Marcel Hirscher         | Thomas Fanara            |
| 38. | 27 lutego 2016       | Hinterstoder                       | Hannes Trinkl                | Supergigant       | Aleksander Aamodt Kilde | Boštjan Kline           | Marcel Hirscher          |
| 39. | 28 lutego 2016       | Hinterstoder                       | Hannes Trinkl                | Gigant            | Alexis Pinturault       | Marcel Hirscher         | Henrik Kristoffersen     |
| 40. | 4 marca 2016         | Kranjska Gora                      | Podkoren 3                   | Gigant            | Alexis Pinturault       | Philipp Schörghofer     | Marcel Hirscher          |
| 41. | 5 marca 2016         | Kranjska Gora                      | Podkoren 3                   | Gigant            | Marcel Hirscher         | Alexis Pinturault       | Henrik Kristoffersen     |
| 42. | 6 marca 2016         | Kranjska Gora                      | Podkoren 3                   | Slalom            | Marcel Hirscher         | Henrik Kristoffersen    | Stefano Gross            |
| 43. | 12 marca 2016        | Kvitfjell                          | Olympiabakken                | Zjazd             | Dominik Paris           | Valentin Giraud Moine   | Steven Nyman             |
| 44. | 13 marca 2016        | Kvitfjell                          | Olympiabakken                | Supergigant       | Kjetil Jansrud          | Vincent Kriechmayr      | Dominik Paris            |
| 45. | 16 marca 2016        | Sankt Moritz                       | Corviglia                    | Zjazd             | Beat Feuz               | Steven Nyman            | Erik Guay                |
| 46. | 17 marca 2016        | Sankt Moritz                       | Corviglia                    | Supergigant       | Beat Feuz               | Aleksander Aamodt Kilde | Kjetil Jansrud           |
| 47. | 19 marca 2016        | Sankt Moritz                       | Corviglia                    | Gigant            | Thomas Fanara           | Alexis Pinturault       | Mathieu Faivre           |
| 48. | 20 marca 2016        | Sankt Moritz                       | Corviglia                    | Slalom            | André Myhrer            | Marcel Hirscher         | Sebastian Foss Solevåg   |

### Drużynowy slalom gigant równoległy
| Data          | Miejsce      | Zwycięzcy | 2. miejsce | 3. miejsce |
| 18 marca 2016 | Sankt Moritz | Szwajcaria · Charlotte Chable · Michelle Gisin · Wendy Holdener · Justin Murisier · Reto Schmidiger · Daniel Yule | Niemcy · Lena Dürr · Christina Geiger · Katrin Hirtl-Stanggaßinger · Fritz Dopfer · Stefan Luitz · Dominik Stehle | Szwecja · Frida Hansdotter · Maria Pietilä-Holmner · Anna Swenn-Larsson · Jens Byggmark · Mattias Hargin · Andre Myhrer |

## Wyniki reprezentantów Polski
| Zawodnik | Sölden 25.10 | Lake Louise 28.11 | Lake Louise 29.11 | Beaver Creek 04.12 | Beaver Creek 05.12 | Beaver Creek 06.12 | Val d’Isère 12.12 | Val d’Isère 13.12 | Val Gardena 18.12 | Val Gardena 19.12 | Alta Badia 20.12 | Alta Badia 21.12 | Madonna di Campiglio 22.12 | Santa Caterina di Valfurva 29.12 | Santa Caterina di Valfurva 06.01 | Adelboden 10.01 | Wengen 15.01 | Wengen 16.01 | Wengen 17.01 | Kitzbühel 22.01 (SG) | Kitzbühel 22.01 (SC) | Kitzbühel 23.01 | Kitzbühel 24.01 | Schladming 26.01 | Ga-Pa 30.01 | Jeongseon 06.02 | Jeongseon 07.02 | Naeba 13.02 | Naeba 14.02 | Chamonix 19.02 | Chamonix 20.02 | Sztokholm 23.02 | Hinterstoder 26.02 | Hinterstoder 27.02 | Hinterstoder 28.02 | Kranjska Gora 04.03 | Kranjska Gora 05.03 | Kranjska Gora 06.03 | Kvitfjell 12.03 | Kvitfjell 13.03 | Sankt Moritz 16.03 | Sankt Moritz 17.03 | Sankt Moritz 18.03 | Sankt Moritz 19.03 | Sankt Moritz 20.03 |
| Maciej Bydliński | –            | 57                | 57                | –                  | –                  | –                  | –                 | –                 | –                 | –                 | –                | –                | –                          | –                                | –                                | –               | 29           | –            | dnq44        | 59                   | 25                   | –               | dnf1            | –                | –           | –               | –               | –           | –           | 34             | –              | –               | –                  | –                  | –                  | –                   | –                   | –                   | –               | –               | –                  | –                  | –                  | –                  | –                  |
| Adam Chrapek | –            | –                 | –                 | –                  | –                  | –                  | –                 | –                 | –                 | –                 | dnq54            | –                | –                          | –                                | –                                | –               | –            | –            | –            | –                    | –                    | –               | –               | dnf1             | –           | –               | –               | –           | –           | –              | –              | –               | dnq61              | 50                 | dnq55              | dnq61               | dnf1                | dnf1                | –               | –               | –                  | –                  | –                  | –                  | –                  |
| Michał Jasiczek | –            | –                 | –                 | –                  | –                  | –                  | –                 | –                 | –                 | –                 | –                | –                | dnq58                      | –                                | dnq45                            | –               | –            | –            | –            | –                    | –                    | –               | –               | –                | –           | –               | –               | –           | –           | –              | –              | –               | –                  | –                  | –                  | –                   | –                   | –                   | –               | –               | –                  | –                  | –                  | –                  | –                  |
| Jakub Kłusak | –            | –                 | –                 | –                  | –                  | –                  | –                 | –                 | –                 | –                 | –                | –                | –                          | –                                | –                                | –               | –            | –            | –            | 63                   | 30                   | –               | –               | –                | –           | –               | –               | –           | –           | –              | –              | –               | –                  | –                  | –                  | –                   | –                   | –                   | –               | –               | –                  | –                  | –                  | –                  | –                  |
| Michał Kłusak | –            | –                 | –                 | –                  | –                  | –                  | –                 | –                 | 57                | 54                | –                | –                | –                          | –                                | –                                | –               | 41           | –            | –            | –                    | –                    | –               | –               | –                | –           | –               | –               | –           | –           | 45             | 59             | –               | –                  | –                  | –                  | –                   | –                   | –                   | –               | –               | –                  | –                  | –                  | –                  | –                  |
| Miejsca na podium Punktowane miejsca Niepunktowane miejsca dnf – Zawodnik nie ukończył przejazdu. dns – Zawodnik nie wystartował. dsq – Zawodnik został zdyskwalifikowany. dnq – Zawodnik nie zakwalifikował się do drugiego przejazdu, cyfry na górze, pokazują miejsce zajęte przez zawodnika w 1. przejeździe. 1 – Zawodnik nie wystartował, nie ukończył przejazdu lub został zdyskwalifikowany w 1. rundzie. 2 – Zawodnik nie wystartował, nie ukończył przejazdu lub został zdyskwalifikowany w 2. rundzie. |              |                   |                   |                    |                    |                    |                   |                   |                   |                   |                  |                  |                            |                                  |                                  |                 |              |              |              |                      |                      |                 |                 |                  |             |                 |                 |             |             |                |                |                 |                    |                    |                    |                     |                     |                     |                 |                 |                    |                    |                    |                    |                    |

## Klasyfikacja generalna
| Lp. | Zawodnik             | Punkty |
| --- | -------------------- | ------ |
| 1.  | Marcel Hirscher      | 1795   |
| 2.  | Henrik Kristoffersen | 1298   |
| 3.  | Alexis Pinturault    | 1200   |
| 4.  | Kjetil Jansrud       | 1161   |
| 5.  | Aksel Lund Svindal   | 916    |
| 6.  | Dominik Paris        | 805    |
| 7.  | Aleksander A. Kilde  | 756    |
| 8.  | Felix Neureuther     | 743    |
| 9.  | Carlo Janka          | 737    |
| 10. | Peter Fill           | 736    |

| Lp. | Zawodnik           | Punkty |
| --- | ------------------ | ------ |
| 1.  | Peter Fill         | 462    |
| 2.  | Aksel Lund Svindal | 436    |
| 3.  | Dominik Paris      | 432    |
| 4.  | Kjetil Jansrud     | 432    |
| 5.  | Beat Feuz          | 414    |
| 6.  | Steven Nyman       | 386    |
| 7.  | Adrien Théaux      | 370    |
| 8.  | Guillermo Fayed    | 323    |
| 9.  | Carlo Janka        | 312    |
| 10. | Hannes Reichelt    | 296    |

| Lp. | Zawodnik            | Punkty |
| --- | ------------------- | ------ |
| 1.  | Aleksander A. Kilde | 415    |
| 2.  | Kjetil Jansrud      | 375    |
| 3.  | Aksel Lund Svindal  | 310    |
| 4.  | Vincent Kriechmayr  | 298    |
| 5.  | Carlo Janka         | 259    |
| 6.  | Marcel Hirscher     | 249    |
| 7.  | Adrien Théaux       | 248    |
| 8.  | Andrew Weibrecht    | 244    |
| 9.  | Peter Fill          | 226    |
| 10. | Dominik Paris       | 212    |

| Lp. | Zawodnik              | Punkty |
| --- | --------------------- | ------ |
| 1.  | Marcel Hirscher       | 766    |
| 2.  | Alexis Pinturault     | 690    |
| 3.  | Henrik Kristoffersen  | 487    |
| 4.  | Mathieu Faivre        | 423    |
| 5.  | Victor Muffat-Jeandet | 405    |
| 6.  | Thomas Fanara         | 374    |
| 7.  | Felix Neureuther      | 354    |
| 8.  | Philipp Schörghofer   | 332    |
| 9.  | Stefan Luitz          | 235    |
| 9.  | Florian Eisath        | 235    |

| Lp. | Zawodnik              | Punkty |
| --- | --------------------- | ------ |
| 1.  | Henrik Kristoffersen  | 811    |
| 2.  | Marcel Hirscher       | 780    |
| 3.  | Felix Neureuther      | 389    |
| 4.  | André Myhrer          | 367    |
| 5.  | Aleksandr Choroszyłow | 358    |
| 6.  | Stefano Gross         | 345    |
| 7.  | Fritz Dopfer          | 339    |
| 8.  | Marco Schwarz         | 283    |
| 9.  | Julien Lizeroux       | 272    |
| 10. | Patrick Thaler        | 240    |

| Lp. | Zawodnik              | Punkty |
| --- | --------------------- | ------ |
| 1.  | Alexis Pinturault     | 220    |
| 2.  | Thomas M. Blondin     | 170    |
| 3.  | Kjetil Jansrud        | 165    |
| 4.  | Dominik Paris         | 161    |
| 5.  | Victor Muffat-Jeandet | 130    |
| 6.  | Adrien Théaux         | 96     |
| 7.  | Carlo Janka           | 90     |
| 8.  | Romed Baumann         | 88     |
| 9.  | Aksel Lund Svindal    | 80     |
| 10. | Vincent Kriechmayr    | 75     |
| ... |                       |        |
| 39. | Maciej Bydliński      | 8      |

| Lp. | Zawodnik          | Punkty |
| --- | ----------------- | ------ |
| 1.  | Austria           | 5804   |
| 2.  | Francja           | 5603   |
| 3.  | Norwegia          | 4833   |
| 4.  | Włochy            | 4512   |
| 5.  | Szwajcaria        | 2940   |
| 6.  | Niemcy            | 2327   |
| 7.  | Stany Zjednoczone | 2154   |
| 8.  | Szwecja           | 1095   |
| 9.  | Kanada            | 744    |
| 10. | Słowenia          | 700    |
| ... |                   |        |
| 19. | Polska            | 8      |